# Last Time I Saw Him
Last Time I Saw Him è un album della cantante statunitense Diana Ross, pubblicato dall'etichetta discografica Motown nel 1973.
Dal disco vengono tratti due singoli: l'omonimo Last Time I Saw Him e Sleepin'.

## Tracce

### Lato A
1. Last Time I Saw Him
2. No One's Gonna Be a Fool Forever
3. Love Me
4. Sleepin'
5. You

### Lato B
1. Turn Around
2. When Will I Come Home to You
3. I Heard a Love Song (But You Never Made a Sound)
4. Stone Liberty
5. Behind Closed Doors